# من آرای
من آرای (ژاپنی: 新井満؛ ۷ مه ۱۹۴۶ – ۳ دسامبر ۲۰۲۱) رمان‌نویس، خواننده، ترانه‌سرا، آهنگساز، خواننده-ترانه‌پرداز، و راوی اهل ژاپن بود.
وی همچنین برندهٔ جوایزی همچون جایزه آکوتاگاوا شده‌است.